# Mathieu Salamand
Mathieu Salamand (Lione, 17 aprile 1991) è un ex calciatore francese, di ruolo centrocampista.

## Carriera
Con la squadra svizzera del Thun ha giocato diverse stagioni nella massima serie del campionato e nella stagione 2013-2014 ha anche esordito in Europa League.